# 박소율 (바둑 기사)
박소율(朴昭律, 2004년 9월 21일 ~ )은 대한민국의 바둑 기사이다.

## 약력
경기도 성남시 분당 출신으로 초등학교 방과후 수업을 통해 처음 바둑을 접했고 중학교 입학 이후부터 장수영바둑도장에서 이춘규 사범의 바둑 지도를 받았다. 한국기원 연구생으로 2019년 압구정여자최강전에 출전하여 준우승을 차지했고, 2020년 제53회 여자입단대회를 통해 김은지, 유주현와 함께 입단했다. 2020년 창단한 한국여자바둑리그 보령머드팀 소속이다. 2022년에 3단으로 승단했다.

## 에피소드
2021년 3월 7일 바둑리그 챔피언스컵 2차전 자율오더제로 1국 김기헌 선수와 대결에서 엎치락뒤치락 하는 가운데 사석을 들어내지 않아 반칙패로 처리되었다. 4일전 대주배에서도 이와 비슷한 일이 있었다.